# Juliane Schenk
Juliane Rita Schenk (Krefeld, 26 de noviembre de 1982) es una deportista alemana que compitió en bádminton, en las modalidades individual y de dobles.
Ganó una medalla de bronce en el Campeonato Mundial de Bádminton de 2011 y seis medallas en el Campeonato Europeo de Bádminton entre los años 2004 y 2012.
En 2013 dejó de participar internacionalmente alegando diferencias con la Federación Alemana de Bádminton y comenzó a dirigir a la selección de bádminton de Malasia.

## Palmarés internacional
| Campeonato Mundial | Campeonato Mundial       | Campeonato Mundial | Campeonato Mundial |
| Año                | Lugar                    | Medalla            | Prueba             |
| ------------------ | ------------------------ | ------------------ | ------------------ |
| 2011               | Londres (Reino Unido)    | Medalla de bronce  | Individual         |
| Campeonato Europeo |                          |                    |                    |
| Año                | Lugar                    | Medalla            | Prueba             |
| 2004               | Ginebra (Suiza)          | Medalla de bronce  | Dobles             |
| 2006               | Den Bosch (Países Bajos) | Medalla de plata   | Dobles             |
| 2006               | Den Bosch (Países Bajos) | Medalla de bronce  | Individual         |
| 2008               | Herning (Dinamarca)      | Medalla de bronce  | Individual         |
| 2010               | Mánchester (Reino Unido) | Medalla de plata   | Individual         |
| 2012               | Karlskrona (Suecia)      | Medalla de plata   | Individual         |